# Mark G. von Pückler
Mark-Friedrich Graf von Pückler von Schwichow (meist Mark G. von Pückler oder Mark von Pückler; * 16. Dezember 1940 in Freyhan, Provinz Schlesien; † 7. Juli 2023) war ein deutscher Jurist und Fachautor auf dem Gebiet des Jagd- und Waffenrechts. 

## Leben
Der aus dem alten schlesischen Adelsgeschlecht von Pückler stammende Mark Graf von Pückler von Schwichow kam als das vierte von fünf Kindern der Eheleute Friedrich Wilhelm, Graf von Pückler von Schwichow (1905–1989) und Elisabeth geborene von Kretschmann (1908–1973) zur Welt.
Nach dem Ende des Zweiten Weltkriegs und dem Verlust des Schlosses in Freyhan gelangte die Familie nach Westdeutschland. Mark Graf von Pückler studierte Rechtswissenschaften an der Ruprecht-Karls-Universität Heidelberg. Am 7. August 1965 heiratete er in Itzehoe Gisela von Sperber. Aus der Ehe gingen zwei Töchter hervor, eine von ihnen ist Renata von Pückler. 

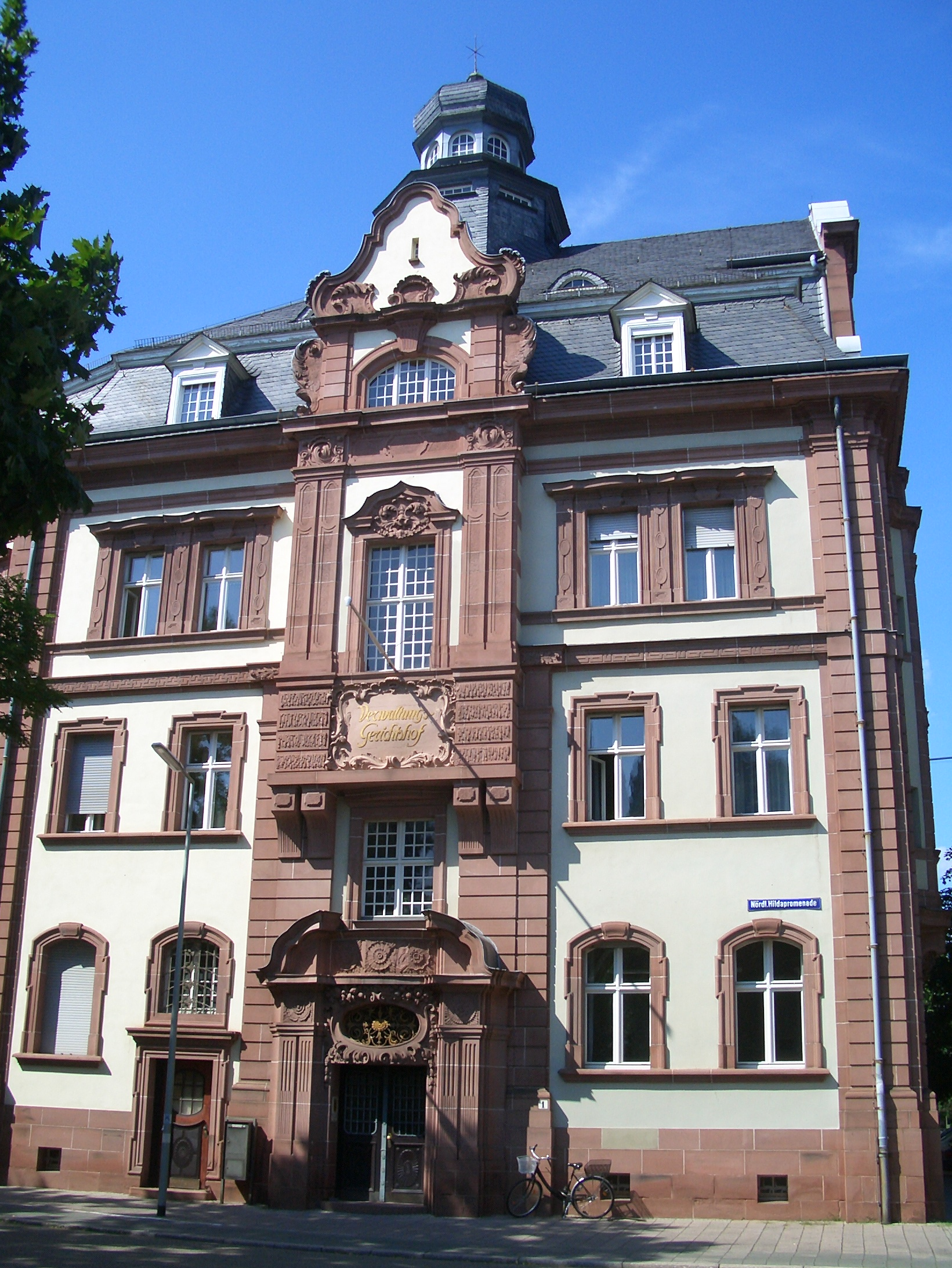
Mark G. von Pückler war Vorsitzender Richter am Verwaltungsgericht Karlsruhe

Mark Graf von Pückler war als Vorsitzender Richter am Verwaltungsgericht Karlsruhe tätig.   
Unter dem Autorennamen Mark G. von Pückler betätigte er sich freischaffend auf dem Gebiet des Jagd- und Waffenrechts. Als Verfasser zahlreicher Beiträge und Bücher sowie nicht zuletzt als ständiger freier Mitarbeiter der Jagdzeitschrift Wild und Hund ist er bundesweit vor allem in der Jägerschaft ein Begriff. Besonders bekannt ist sein Lehrbuch Der Jäger und sein Recht, das erstmals 1985 erschien und mehrfach neu aufgelegt wurde.
Mark G. von Pückler war auch Referent zu jagdrechtlichen Themen, etwa beim Deutschen Jagdrechtstag e.V. Außerdem engagierte er sich in der Jungjägerausbildung, die auf die Jägerprüfung vorbereitete. 
Mark Graf von Pückler von Schwichow lebte mit seiner Familie viele Jahre in Karlsruhe und übersiedelte nach dem Eintritt in den Ruhestand mit seiner Frau Gisela nach Ettlingen.

## Schriften
- Der Jäger und sein Recht. Ein Leitfaden für Prüfung und Praxis in Grundfällen. Mit 15 Tabellen und 15 Geschichten, Parey, Hamburg und Berlin 1985 (5., völlig neubearbeitete und erweiterte Auflage unter diesem Titel als Band 5 der Reihe Lehrbuch Jägerprüfung, Parey-Zeitschriften-Verlag, Singhofen 2002, ISBN 3-89715-508-7)
- als Herausgeber und Bearbeiter: Büchsenknall und Hörnerklang. Jagderinnerungen aus ostdeutschen Landen. Eine Anthologie mit Beiträgen von 31 Autoren, Parey, Hamburg und Berlin 1989 (ISBN 3-490-44411-6)
- Jagd und Justiz – wie Gerichte entscheiden, Parey, Hamburg 1994 (ISBN 3-490-13612-8)
- Crash-Kurs Waffenrecht für Jagdschüler und Jäger, Dr. Neinhaus Verlag, Stuttgart, 2016 (ISBN 978-3-87575-041-6)

Außerdem wirkte er als Autor mit an dem von Helmuth Wölfel herausgegebenen Buch Bewegungsjagden. Planung – Auswertung – Hundewesen (Stocker, Graz und Stuttgart 2003, ISBN 3-7020-0994-9) sowie an Wolfram Osgyans Fangjagd. Fallen, Fang, Beute (Parey, Hamburg 1997, ISBN 3-490-46312-9).  